# Minolta
Minolta Co., Ltd. (tiếng Nhật: ミノルタ, Minoruta) là công ty Nhật Bản, là nhà sản xuất máy ảnh, máy photocopy, máy fax, máy in laser và các phụ kiện nổi tiếng trên toàn thế giới.
Minolta được thành lập năm 1928 tại Osaka, Nhật Bản, như là một Nichi-Doku Shashinki Shōten (tiếng Nhật: 日独写真機商店, nghĩa là "cửa hàng máy ảnh Nhật-Đức"). Có lẽ Minolta được biết đến nhiều nhất khi tạo ra hệ thống máy ảnh SLR tích hợp 35 mm. Năm 1931, công ty đã thông qua tên hiện tại của mình, một từ viết tắt của "cơ chế, dụng cụ, quang học, và ống kính của Tashima". Năm 1933, thương hiệu lần đầu tiên xuất hiện trên máy ảnh, một bản sao của Plaubel Makina (dòng máy ảnh của Plaubel, Đức) đơn giản gọi là "Minolta" .
Năm 2003, Minolta hợp nhất với Konica Corporation thành Konica Minolta. Ngày 19 tháng 1 năm 2006, Konica Minolta tuyên bố sẽ rời khỏi kinh doanh máy ảnh và ảnh, và sẽ bán một phần kinh doanh máy ảnh SLR của mình cho Sony như là một phần của động thái để rút hoàn toàn khỏi kinh doanh máy ảnh và phim ảnh .